# 머펫, 뉴욕을 점령하다
머펫, 뉴욕을 점령하다(The Muppets Take Manhattan)는 미국에서 제작된 프랭크 오즈 감독의 1984년 코미디, 가족, 뮤지컬, 멜로/로맨스 영화이다. 짐 헨슨 등이 주연으로 출연하였고 데이빗 라저 등이 제작에 참여하였다.

## 출연

### 주연
- 짐 헨슨
- 프랭크 오즈

### 조연
- 데이브 고엘즈
- 스티브 휘트미어
- 제리 넬슨
- 줄리아나 도널드
- 로니 프라이스
- 루이스 조리치
- 아트 카니
- 제임스 코코
- 데브니 콜먼
- 그레고리 하인즈
- 린다 라빈
- 조안 리버스
- 엘리어트 굴드
- 라이자 미넬리
- 브룩 쉴즈
- 프란시스 버겐
- 에드워드 I. 코치
- 존 랜디스
- 캐스린 뮬렌
- 카렌 프렐
- 브라이언 뮤엘
- 데이빗 루드먼
- 멜리사 휘트미어
- 마이클 얼
- 마틴 P. 로빈슨
- 게이츠 맥파든
- 헥터 트로이
- 노먼 부시
- 앨리스 스파이백
- 존 에릭 벤틀리
- 존 맥과이어
- 시네드 맥과이어
- 론 포스터
- 빅 폴리조스
- 케네스 맥그리거
- 그레이엄 브라운
- 비올라 보든
- 돈 퀴글리
- 웨이드 반스
- 리처드 뒤브아
- 해리엇 로우링스
- 밀턴 시먼
- 게리 타콘
- 조 잼로그
- 마크 마론
- 메리 케이 애덤스
- 로버트 아민
- 피터 베어드
- 프란 브릴
- 랠프 콜 주니어
- 브라이언 헨슨
- 헤더 헨슨
- 롤랑 크류슨
- 데이빗 라저
- 조엘 레더
- 론 루카스
- 소니아 만자노
- 짐 마틴
- 토드 스톡맨
- 톰 반 델
- 가브리엘 베레즈
- 캐롤리 윌콕스

## 제작진
- 조감독: 티모시 M. 번
- 조감독: 론 보즈먼
- 조감독: 토니 기텔슨
- 조감독: 레오 지스만
- 미술: 스티븐 헨드릭슨
- 세트: 로버트 드럼헬러
- 세트: 저스틴 스코파 주니어
- 의상: 칼리스타 헨드릭슨
- 의상: 폴리 스미스
- 분장부문: 펀 부크너
- 배역: 하워드 퓨어
- 배역: 제레미 리저
- 프로덕션매니저: 에즈라 스워들로우